# 1908年荷委危机
1908年荷委危机是指委内瑞拉总统西普里亚诺·卡斯特罗因为荷兰王国治下的库拉索岛为委内瑞拉政治难民提供庇护，而下令与其断绝贸易之后，在荷兰王国与委内瑞拉之间爆发的一场争端。 
委内瑞拉首先驱逐了荷兰大使，促使荷兰王国派遣了三艘军舰: 一艘装甲舰（ 海岸防卫舰 ），雅各布·梵西姆斯科克号，和两艘防护巡洋舰，海尔德兰号和弗里斯兰号，前往委内瑞拉，并且授权所有荷兰军舰拦截任何悬挂委内瑞拉旗帜航行的船只。12月12日，海尔德兰号在卡贝略港附近捕获了一艘委内瑞拉海岸警卫船，阿利克斯号， 并将她和另一艘船，5月23日号，一起关押在威廉斯塔德的港口。凭借其压倒性的海军优势，荷兰王国成功地对委内瑞拉的港口实施了海上封锁。 
几天之后，卡斯特罗总统前往柏林，名义上是去做一场外科手术。 他离开委内瑞拉后，副总统胡安·比森特·戈麦斯夺取了政权，并且在1908年12月19日正式就任为事实上的委内瑞拉总统， 结束了与荷兰王国的战争。